# Accident aeri dels Andes
L'accident aeri dels Andes, també conegut per l'accident del vol 571 de la Força Aèria Uruguaiana, tingué lloc el divendres 13 d'octubre de 1972, quan un avió que transportava un equip de rugbi uruguaià a Santiago de Xile per disputar un partit va tenir un accident aeri a la serralada dels Andes, a prop de la frontera entre Xile i l'Argentina, a una vall anomenada posteriorment Vall de les llàgrimes.
En l'accident només hi van sobreviure 16 de les 45 persones que hi havia a bord de l'aeronau (40 passatgers i 5 tripulants), les quals van sobreviure 72 dies al mig de les muntanyes. Es van refugiar de les baixes temperatures i de la meteorologia andines en el fuselatge de l'avió, que no havia quedat gaire malmès en l'accident. La manca d'aliments i l'instint de supervivència els va portar a menjar la carn dels morts en l'accident.
Unes setmanes després de l'accident es va produir una allau que va provocar la mort d'alguns membres més i uns dies després van trobar a un o dos kilòmetres la cua de l'avió on hi havia algunes llaminadures i roba.

## El rescat
Finalment dos dels supervivents, Roberto Canessa i Fernando Parrado, després de dos mesos van decidir arriscar-se i anar a demanar ajuda. Deu dies després, els dos expedicionaris van arribar sense saber-ho a prop de la població de Los Maitenes i des de l'altra banda del riu Sergio Catalán els va trobar. Catalán els va passar un paper i un bolígraf perquè expliquessin el que volien, Parrado va escriure un missatge i el va tornar a l'home, Catalán al llegir-ho va anar a demanar ajuda i unes hores després van ser rescatats. Uns helicòpters van anar a rescatar la resta de supervivents amb Parrado a bord com a guia.
El missatge que va escriure Parrado de SOS era el següent:
| « | Vinc d'un avió que va caure a les muntanyes. Sóc uruguaià. Fa 10 dies que estem caminant. Tinc un amic ferit a dalt. A l'avió hi queden 14 persones ferides. Hem de sortir ràpid d'aquí i no sabem com. No tenim menjar. Estem febles. Quan ens van a buscar a dalt? Si us plau, no podem ni caminar. On som? [Text original en castellà: Vengo de un avión que cayó en las montañas. Soy uruguayo. Hace 10 días que estamos caminando. Tengo un amigo herido arriba. En el avión quedan 14 personas heridas. Tenemos que salir rápido de aquí y no sabemos cómo. No tenemos comida. Estamos débiles. ¿Cuándo nos van a buscar arriba? Por favor, no podemos ni caminar. ¿Dónde estamos?] | » |

A la part del darrere de la nota va afegir: ¿Cuándo vienen? (Quan venen?).

## Posteriorment
El 18 de gener de 1973 (27 dies després del rescat) membres del cos de rescat es traslladen amb helicòpters a les restes del fairchild i a 800 metres excaven una fossa per depositar-hi els membres morts en l'accident i allà mateix posen una creu commemorativa per recordar la tragèdia. Després ruixen el fuselatge de l'avió amb líquid inflamable i calen foc, finalment marxen d'allà. Actualment es fan moltes visites al lloc de l'accident.

## Curiositats
- Si Canessa i Parrado haguessin anat en direcció est, al cap de pocs dies i a 21 km haguessin trobat l'Hotel Termas, un balneari abandonat.

## Pel·lícules
- Survive! (1976)
- Viuen: El miracle dels Andes (1993)
- Alive: 20 anys després (1993)
- Trapped: Alive in the Andes (2007)
- Stranded: I've Come from a Plane That Crashed on the Mountains (2007)
- La sociedad de la nieve (2023), llargmetratge hispano-estatunidenc dirigit per Juan Antonio Bayona, basat en el llibre homònim de Pablo Vierci.

## Llibres
- Viuen! de Piers Paul Read (1974)
- Miracle en els Andes, 72 dies en les muntanyes i el meu llarg viatge de volta a casa de Fernando Parrado i amb Vince Rause (2006)